# Class 01/5
De Class 01/5 is een computernummering (TOPS) voor een grote variatie aan rangeerlocomotieven in privébezit die zijn toegelaten op hoofdlijnen in het Verenigd Koninkrijk. In het algemeen zijn de locomotieven van deze serie types die nooit door British Rail zijn gebruikt of nooit een computernummer hebben gehad.

## Overzicht
| Sleutel | Rijvaardig | Uitgerangeerd | Historisch | Omgenummerd | Gesloopt |

| Nummer     | Nummer | Nummer | Bouwjaar | Bouwer | Asindeling | Laatste kleurstelling                                                                                               | Laatste gebruiker                                                                                                   | Status |
| Class 01/5 | Overige | Fabriek | Bouwjaar | Bouwer | Asindeling | Laatste kleurstelling                                                                                               | Laatste gebruiker                                                                                                   | Status |
| ---------- | --- | --- | --- | --- | --- | --- | --- | --- |
| 01501      | 627 | AB664 | | Andrew Barclay | 0-6-0 | | Vliegveld Manby Nr. Louth - (TE KOOP) (Aangekomen op CF Booth, Rotherham 05/12)                                     | Te koop |
| 01502      | 628 | AB665 | | Andrew Barclay | 0-6-0 | | Vliegveld Manby Nr. Louth - (TE KOOP) (Aangekomen op CF Booth, Rotherham 05/12)                                     | Te koop |
| 01503      | 629 | AB666 | | Andrew Barclay | 0-6-0 | | Vliegveld Manby Nr. Louth - (TE KOOP) (Aangekomen op CF Booth, Rotherham 05/12)                                     | Te koop |
| 01504      | | | | Andrew Barclay | 0-6-0 | | | Uitgevoerd naar Bong Mine Railway, Liberia (via USA) mid-2009                                                       |
| 01505      | 626 | AB663 | | Andrew Barclay | 0-6-0 | | was op luchtmachtbasis Binbrook nu vliegveld Manby Nr. Louth - (TE KOOP) (Aangekomen op CF Booth, Rotherham 05/12)  | Opgeslagen (te koop)                                                                                                |
| 01506      | 631 | AB668 | | Andrew Barclay | 0-6-0 | | was op luchtmachtbasis Binbrook nu vliegveld Manby Nr. Louth - (TE KOOP) (Aangekomen op CF Booth, Rotherham 05/12)  | Opgeslagen (te koop)                                                                                                |
| 01507      | 425 named Venom | 459519 | 1961 | Ruston-Hornsby | 0-6-0DH | Green | Crossley Evans - Shipley                                                                                            | Operationeel |
| 01508      | 428 | RH 466617 | | | | | Knights Rail Services Ltd. Eastleigh                                                                                | Operationeel |
| 01509      | named Lesley | 468043 | | Ruston & Hornsby | 0-6-0DM | Blue | Chiltern Railways Chiltern DMUD Aylesbury                                                                           | Operationeel |
| 01510      | 272 | TH320V | | Thomas Hill | | | MinDef Longtown (was Defence Munitions Eastriggs)                                                                   | Operationeel |
| 01511      | 275 | TH323V | | Thomas Hill | | | MinDef Longtown (was Defence Munitions Glen Douglas)                                                                | Operationeel |
| 01512      | 275 | TH319V | | Thomas Hill | | | DSDC Bicester | Operationeel |
| 01513      | | | | | | | LHGS Barton under Needwood (was MinDef Bicester )                                                                   | |
| 01514      | | | | | | | MinDef Longtown (was MinDef Eastriggs)                                                                              | |
| 01515      | | | | | | | HNRC @ Barrow Hill (was MinDef Glen Douglas)                                                                        | |
| 01520      | | | | | | | HNRC @ Barrow Hill (was MinDef Bicester)                                                                            | |
| 01521      | | | | | | | MinDef Bicester | |
| 01522      | | | | | | | MinDef Marchwood | |
| 01523      | | | | | | | MinDef Ashchurch | |
| 01524      | | | | | | | MinDef Ludgershall                                                                                                  | |
| 01525      | | | | | | | MinDef Shoeburyness                                                                                                 | |
| 01526      | | | | | | | MinDef Kineton | |
| 01527      | | | | | | | MinDef Marchwood | |
| 01528      | | | | | | | MinDef Shoeburyness                                                                                                 | |
| 01529      | | | | | | | MinDef Longtown | |
| 01530      | | | | | | | MinDef Longtown | |
| 01531      | Colonel Tomline | 7018 | 1971 | Hunslet Engine Company herbouwd door HAB works no. 6578 of 1999                                                     | 0-6-0DH | | Port of Felixstowe                                                                                                  | Operationeel maar te koop                                                                                           |
| 01541      | | | | | | | MinDef Marchwood | |
| 01542      | MinDef 262 | | | | | | MinDef Marchwood (verplaatst in Jan 15 uit Ashchurch)                                                               | |
| 01543      | | | | | | | MinDef Kineton | |
| 01544      | | | | | | | MinDef Marchwood | |
| 01545      | | | | | | | MinDef Longtown | |
| 01546      | | | | | | | MinDef Kineton | |
| 01547      | | | | | | | MinDef Kineton | |
| 01548      | | | | | | | MinDef Ludgershall                                                                                                  | |
| 01549      | | | | | | | MinDef Kineton (verplaatst naar MinDef Marchwood, Jan 15)                                                           | |
| 01550      | | | | | | | MinDef Bicester | |
| 01551      | - | D1122 | 1966 | English Electric, Vulcan Foundry                                                                                    | 0-4-0DH | Blue | Wabtec operating from Siemens, Ardwick Depot (Manchester)                                                           | Operationeel |
| 01552      | - | 167V | 1966 | Thomas Hill | 0-6-0DH | Blue/Green | HNRC - on hire to Creative Logistics                                                                                | Operationeel |
| 01553      | 12082 | | 1950 | BR Derby | 0-6-0DE | BR Green | Mid Hants | Operationeel (omgenummerd in 12049)                                                                                 |
| 01554      | - | 264V | 1976 | Thomas Hill | 4wDH | Green | T J Thomson, Stockton-on-Tees                                                                                       | Omgenummerd in 01568                                                                                                |
| 01555      | - | 292V | 1980 | Thomas Hill | 4wDH | Green | T J Thomson, Stockton-on-Tees                                                                                       | Uitgerangeerd |
| 01556      | D6 | D1191 | 1960 | Hudswell Clarke | 0-6-0DM | Green | Manchester Trafford Park                                                                                            | Gesloopt door T.J.Thompson, Stockton-on-Tees, October, 2004                                                         |
| 01557      | 3004 | 10147 | 1963 | Rolls-Royce Sentinel                                                                                                | 0-6-0DH | Green | Manchester Trafford Park                                                                                            | Gesloopt door T.J.Thompson, Stockton-on-Tees, November, 2009                                                        |
| 01558      | DH23 | 10226 | 1965 | Rolls-Royce Sentinel                                                                                                | 0-4-0DH | Blue | Manchester Trafford Park                                                                                            | Geconserveerd bij de Ribble Steam Railway                                                                           |
| 01559      | DH24 | 10227 | 1965 | Rolls-Royce Sentinel                                                                                                | 4wDH | Green | Manchester Trafford Park                                                                                            | Gesloopt door T.J.Thompson, Stockton-on-Tees, Mei 2007                                                              |
| 01560      | DH25 | 10229 | 1965 | Rolls-Royce Sentinel                                                                                                | 4wDH | Green | ED Murray & Sons Ltd., Hartlepool                                                                                   | Operationeel |
| 01561      | Kathryn | | | | | | Bardon Aggregates at Croft Quarry                                                                                   | omgenummerd in 01572                                                                                                |
| 01562      | Black beast | | | | | | Bardon Aggregates at Croft Quarry                                                                                   | Operationeel |
| 01563      | Nummer niet toegekend                                                                                               | Nummer niet toegekend                                                                                               | Nummer niet toegekend                                                                                               | Nummer niet toegekend                                                                                               | Nummer niet toegekend                                                                                               | Nummer niet toegekend                                                                                               | Nummer niet toegekend                                                                                               | Nummer niet toegekend                                                                                               |
| 01564      | Number niet toegekend                                                                                               | Number niet toegekend                                                                                               | Number niet toegekend                                                                                               | Number niet toegekend                                                                                               | Number niet toegekend                                                                                               | Number niet toegekend                                                                                               | Number niet toegekend                                                                                               | Number niet toegekend                                                                                               |
| 01565      | | | | | | | | |
| 01566      | | | | | | | | |
| 01567      | | | | | | | | |
| 01568      | ex-01554 | 264V | 1976 | Thomas Hill | 4wDH | Green | T J Thomson, Stockton-on-Tees                                                                                       | Uitgerangeerd |
| 01569      | | | | | | | | |
| 01570      | HB773 | | | | | | Crewe ETD | Operationeel |
| 01571      | Coral | | | | | | Imerys at Bugle | |
| 01572      | Kathryn | | | | | | Bardon Aggregates in Croft Quarry                                                                                   | Operationeel was 01561                                                                                              |
| 01573      | | | | | | | RMS Locotec, verhuurd aan Cobra Railfreight                                                                         | |
| 01583      | 422 | | | Ruston & Hornsby | 0-6-0 | | was Eastleigh Works                                                                                                 | Geconserveerd |
| 01585      | Scaz | 459518 | 1961 | Ruston & Hornsby | 0-6-0DH | | Chiltern Railway DMUD Wembley                                                                                       | Operationeel |
| 01599      | Dit nummer is gebruikt voor les en oefen doeleinden binnen T.O.P.S., het is nooit gebruikt op een echte locomotief. | Dit nummer is gebruikt voor les en oefen doeleinden binnen T.O.P.S., het is nooit gebruikt op een echte locomotief. | Dit nummer is gebruikt voor les en oefen doeleinden binnen T.O.P.S., het is nooit gebruikt op een echte locomotief. | Dit nummer is gebruikt voor les en oefen doeleinden binnen T.O.P.S., het is nooit gebruikt op een echte locomotief. | Dit nummer is gebruikt voor les en oefen doeleinden binnen T.O.P.S., het is nooit gebruikt op een echte locomotief. | Dit nummer is gebruikt voor les en oefen doeleinden binnen T.O.P.S., het is nooit gebruikt op een echte locomotief. | Dit nummer is gebruikt voor les en oefen doeleinden binnen T.O.P.S., het is nooit gebruikt op een echte locomotief. | Dit nummer is gebruikt voor les en oefen doeleinden binnen T.O.P.S., het is nooit gebruikt op een echte locomotief. |

## Conservering
Op dit moment zijn twee Class 01/5 locomotieven geconserveerd.
| Nummer     | Nummer  | Nummer  | Bouwjaar | Bouwer               | Kleurstelling | Locatie              |
| Class 01/5 | Overige | Fabriek | Bouwjaar | Bouwer               | Kleurstelling | Locatie              |
| ---------- | ------- | ------- | -------- | -------------------- | ------------- | -------------------- |
| 01558      | DH23    | 10226   | 1965     | Rolls-Royce Sentinel | Blue          | Ribble Steam Railway |
| 01583      | 422     |         |          | Ruston & Hornsby     |               | Lavender Line        |